# Ananda Mikola
Ananda Mikola (Jakarta, 27 april 1980) is een Indonesisch autocoureur. Hij nam onder andere deel aan de Formule 3000 van 1999 tot 2001 en was in 2005 kampioen in het Aziatische Formule 3-kampioenschap. Enkele seizoenen reed hij niet voordat hij in de A1GP ging rijden voor A1 Team Indonesië. Zijn beste resultaat behaalde hij in 2006, een 5e plaats in China. Hij is de broer van Moreno Suprapto.

## A1GP resultaten
| Jaar    | Inschrijving      | 1          | 2          | 3          | 4          | 5          | 6          | 7          | 8          | 9          | 10         | 11         | 12         | 13         | 14         | 15         | 16         | 17         | 18         | 19         | 20         | 21        | 22         | Rang | Punten |
| ------- | ----------------- | ---------- | ---------- | ---------- | ---------- | ---------- | ---------- | ---------- | ---------- | ---------- | ---------- | ---------- | ---------- | ---------- | ---------- | ---------- | ---------- | ---------- | ---------- | ---------- | ---------- | --------- | ---------- | ---- | ------ |
| 2005-06 | A1 Team Indonesië | GBR SPR 17 | GBR FEA NF | GER SPR 14 | GER FEA 8  | POR SPR 9  | POR FEA NF | AUS SPR    | AUS FEA    | MAL SPR NF | MAL FEA 14 | UAE SPR 6  | UAE FEA NF | RSA SPR NF | RSA FEA NF | IND SPR 11 | IND FEA 14 | MEX SPR 12 | MEX FEA 16 | USA SPR NF | USA FEA NF | CHN SPR 5 | CHN FEA NF | 18   | 16     |
| 2006-07 | A1 Team Indonesië | NED SPR 19 | NED FEA 10 | CZE SPR 16 | CZE FEA 15 | BEI SPR 15 | BEI FEA NF | MAL SPR NF | MAL FEA 15 | IND SPR 14 | IND FEA 11 | NZL SPR 15 | NZL FEA NF | AUS SPR 17 | AUS FEA 13 | RSA SPR 10 | RSA FEA NF | MEX SPR 8  | MEX FEA 11 | SHA SPR 13 | SHA FEA 16 | GBR SPR   | GBR FEA    | 21   | 1      |